# Mark Spitz
Mark Andrew Spitz (* 10. Februar 1950 in Modesto, Kalifornien) ist ein ehemaliger US-amerikanischer Schwimmsportler.

## Biographie
Mark Spitz feierte seine ersten internationalen Erfolge als 15-Jähriger bei der Makkabiade 1965 in Tel Aviv, wo er vier Goldmedaillen gewann. Bei den Panamerikanischen Spielen 1967 in Winnipeg errang er fünf Goldmedaillen und stellte damit einen Rekord auf, der erst 40 Jahre später vom Brasilianer Thiago Pereira bei den Panamerikanischen Spielen 2007 mit sechs Goldmedaillen gebrochen wurde. Bei den Olympischen Sommerspielen 1968 in Mexiko-Stadt verfehlte Spitz sein Ziel, sechs Goldmedaillen zu gewinnen. Er gewann lediglich Silber über 100 m Schmetterling und Bronze über 100 m Freistil. Nur in der 4 × 100-m-Freistilstaffel und in der 4 × 200-m-Freistilstaffel gewann er jeweils die Goldmedaille.
Danach schrieb sich Spitz als Student in das Fach Zahnmedizin an der Indiana University ein, um sich unter dem dort tätigen Trainer James Counsilman auf die Olympischen Sommerspiele in München vorzubereiten. Während seiner Studentenzeit gewann er acht NCAA-Titel.
Spitz gewann bei den Olympischen Sommerspielen 1972 in München sieben Goldmedaillen und stellte dabei jeweils einen Weltrekord auf. Für diese Erfolge wurde er von Associated Press als „Sportler des Jahres“ ausgezeichnet.

### Leistungen bei den Olympischen Spielen 1972
| Tag              | Uhrzeit | Wettkampf                         | Ergebnis           | Rekord             |
| ---------------- | ------- | --------------------------------- | ------------------ | ------------------ |
| Mo, 28. August   | 10:30   | 200 m Schmetterling, Vorlauf      | 1. (2:02,11 min)   | Olympischer Rekord |
|                  | 18:30   | 200 m Schmetterling               | Gold (2:00,70 min) | Weltrekord         |
|                  | 19:30   | 4 × 100 m Freistil                | Gold (3:26,42 min) | Weltrekord         |
| Di, 29. August   | 10:00   | 200 m Freistil, Vorlauf           | 1. (1:55,30 min)   |                    |
|                  | 19:30   | 200 m Freistil                    | Gold (1:52,78 min) | Weltrekord         |
| Mi, 30. August   | 12:00   | 100 m Schmetterling, Vorlauf      | 1. (56,5 s)        |                    |
|                  | 17:30   | 100 m Schmetterling, Zwischenlauf | 1. (56,0 s)        |                    |
| Do, 31. August   | 18:15   | 100 m Schmetterling               | Gold (54,27 s)     | Weltrekord         |
|                  | 19:15   | 4 × 200 m Freistil                | Gold (7:35,78 min) | Weltrekord         |
| Sa, 2. September | 10:00   | 100 m Freistil, Vorlauf           | 2. (52,5 s)        |                    |
|                  | 18:00   | 100 m Freistil, Zwischenlauf      | 2. (52,4 s)        | Olympischer Rekord |
| So, 3. September | 19:00   | 100 m Freistil                    | Gold (51,22 s)     | Weltrekord         |
| Mo, 4. September | 19:45   | 4 × 100 m Lagen                   | Gold (3:48,16 min) | Weltrekord         |

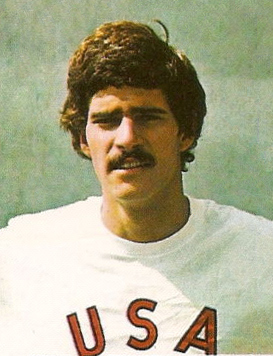
Mark Spitz (1972)

Danach trat er, im Alter von nur 22 Jahren, vom Sport zurück, um seine Popularität zu vermarkten. Spitz hatte allerdings auch bereits 16 Jahre intensives Training hinter sich, da er mit 2 Jahren auf Hawaii im Meer Schwimmen gelernt und mit 6 Jahren im Verein mit systematischem Schwimmtraining begonnen hatte. Insgesamt gehen neun Olympiasiege auf sein Konto, davon zwei bei den Olympischen Sommerspielen 1968 in Mexiko-Stadt. Spitz stellte im Verlauf seiner Karriere 33 Weltrekorde auf, 26 in Einzeldisziplinen und sieben in Staffelwettbewerben.
Sein Versuch, sich im Alter von 41 Jahren noch für die Olympischen Sommerspiele 1992 in Barcelona zu qualifizieren, scheiterte.
Erst bei den Olympischen Sommerspielen 2008 in Peking wurde Spitz’ legendäre Leistung von sieben Weltrekorden inkl. Goldmedaille bei derselben Veranstaltung Olympischer Spiele von seinem Landsmann Michael Phelps eingestellt. Da dieser insgesamt 8 Goldmedaillen gewann, wurde Spitz nach 36 Jahren in dieser Hinsicht übertroffen.

## Hall of Fame
- International Swimming Hall of Fame, aufgenommen 1977.[4]
- International Jewish Sports Hall of Fame, aufgenommen 1979.[5]
- United States Olympic Hall of Fame, aufgenommen 1983.[6]
- San Jose Sports Hall of Fame, aufgenommen 2007.[7][8]
- National Jewish Museum Sports Hall of Fame, aufgenommen 2007.
- Long Beach City College Hall of Fame, aufgenommen 2007[9]
- Indiana University Athletics Hall of Fame[10]